# Віїтіна
Віїтіна (ест. Viitina) — село в Естонії, входить до складу волості Риуге, повіту Вирумаа.

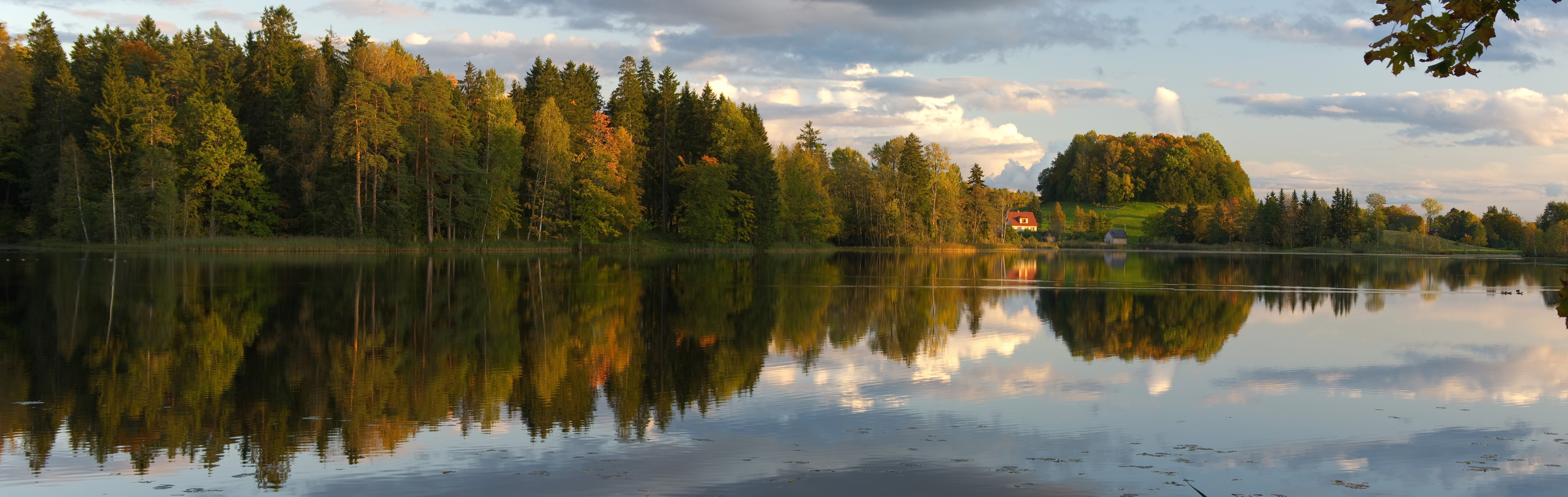
Озеро Віїтіна